# 耶茨鎮區 (伊利諾伊州麥克萊恩縣)
耶茨鎮區（英語：Yates Township）是位於美國伊利諾伊州麥克萊恩縣的一個行政鎮區。

## 地方資料
根據2010年美國人口普查的數據，耶茨鎮區的面積為94.60平方千米，當中陸地面積為94.60平方千米，而水域面積為0.00平方千米。當地共有人口899人，而人口密度為每平方千米9.5人。